# 青木昌勝
| 発見した小惑星の数：2  | 発見した小惑星の数：2 |
| ---------------------- | --------------------- |
| (16769) 1996 UN1       | 1996年10月29日        |
| (58627) りえ子         | 1997年11月8日         |
| 発見した超新星の数: 13 |                       |
| SN 1996an              | 1996年7月28日         |
| SN 1996aq              | 1996年8月17日         |
| SN 1996ca              | 1996年12月15日        |
| SN 1996cb              | 1996年12月16日        |
| SN 1997X               | 1997年2月2日          |
| SN 1997dd              | 1997年8月20日         |
| SN 1997dq              | 1997年11月3日         |
| SN 1997eg              | 1997年12月5日         |
| SN 1997ei              | 1997年12月24日        |
| SN 1999eu(en)          | 1999年11月5日         |
| SN 2000db              | 2000年8月6日          |
| SN 2000di              | 2000年8月23日         |
| SN 2016C               | 2016年1月4日          |

青木 昌勝（あおき まさかつ、1957年2月3日 -）は日本のアマチュア天文家。主に超新星に関心があり、富山県に青木天文台（IAU code 908）を運営している。今までに2つの小惑星と13の超新星を発見している。
家業としての呉服店経営の傍らで大型天体望遠鏡メーカーのエルデ光器の代表を務めており、青木天文台も呉服店に併設された、自社開発した機材を使用する店舗兼天文台となっている。